# 10814 Gnisvärd
(10814) Gnisvärd, denumire internațională (10814) Gnisvard, este un asteroid din centura principală de asteroizi.

## Descriere
10814 Gnisvärd este un asteroid din centura principală de asteroizi. A fost descoperit pe 19 martie 1993 la Observatorul La Silla în cadrul programului UESAC. Asteroidul prezintă o orbită caracterizată de o semiaxă mare de 3,18 ua, o excentricitate de 0,09 și o înclinație de 11,0° în raport cu ecliptica.